# Hexaptilona
Hexaptilona är ett släkte av tvåvingar. Hexaptilona ingår i familjen borrflugor.
Kladogram enligt Catalogue of Life:
| Hexaptilona | \| \| Hexaptilona hexacinioides \| \| \| \| \| \| Hexaptilona palpata \| \| \| \| |
|             | \| \| Hexaptilona hexacinioides \| \| \| \| \| \| Hexaptilona palpata \| \| \| \| |
|             | Hexaptilona hexacinioides                                                         |
|             |                                                                                   |
|             | Hexaptilona palpata                                                               |
|             |                                                                                   |